# 12 d'Aquari
12 d'Aquari (12 Aquarii) és una estrella de la Constel·lació d'Aquari. Té una magnitud aparent de 5,53.
Segons la base de dades SIMBAD està formada per dos objectes: HD 200497, i HD 200496.